# Pouteria sapota
Pouteria sapota (Mamey) é uma espécie de árvore nativa de Cuba e da América Central, tendo distribuição natural do sul de Cuba ao sul da Costa Rica, e ao México. Esta espécie foi introduzida noutras partes do globo e hoje em dia é cultivada como árvore de fruto, na América Central, nas Caraíbas, na Flórida e no Sudeste Asiático.

## Descrição
A Pouteria sapota é uma árvore perene que pode atingir uma altura de 15 a 45 m. A sua propagação faz-se principalmente por enxertia, o que garante que a nova planta mantenha as características, especialmente a qualidade da fruta. Desta forma, também se acelera consideravelmente o crescimento da árvore, conseguindo-se que frutifique dentro de três a cinco anos, contra os sete que as árvores plantadas a partir de sementes requerem. Na Flórida, a fruta é colhida de maio a julho, com algumas cultivares disponíveis durante o ano inteiro.

O fruto, tecnicamente uma baga, varia de 10 a 25 cm de comprimento e 8 a 12 cm de largura, com uma polpa cuja cor pode variar do rosa ao laranja e vermelho. A pele castanha tem uma textura intermédia entre uma lixa suave e a pele dum pêssego. A textura do fruto é cremosa e suave, e o sabor compara-se a uma mistura entre batata-doce, abóbora, mel, ameixa, pêssego, damasco, melão, cereja e amêndoa. Uma Pouteria sapota está madura quando a polpa apresenta uma cor salmão vibrante sob a pele. A polpa deve ser consistente, como a de um kiwi maduro. As folhas são pontiagudas em ambas as extremidades, de 4 a 12 cm de comprimento, e crescem em cachos nas pontas dos ramos.

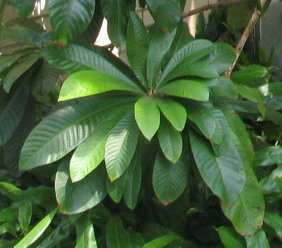
Cacho de folhas na árvore
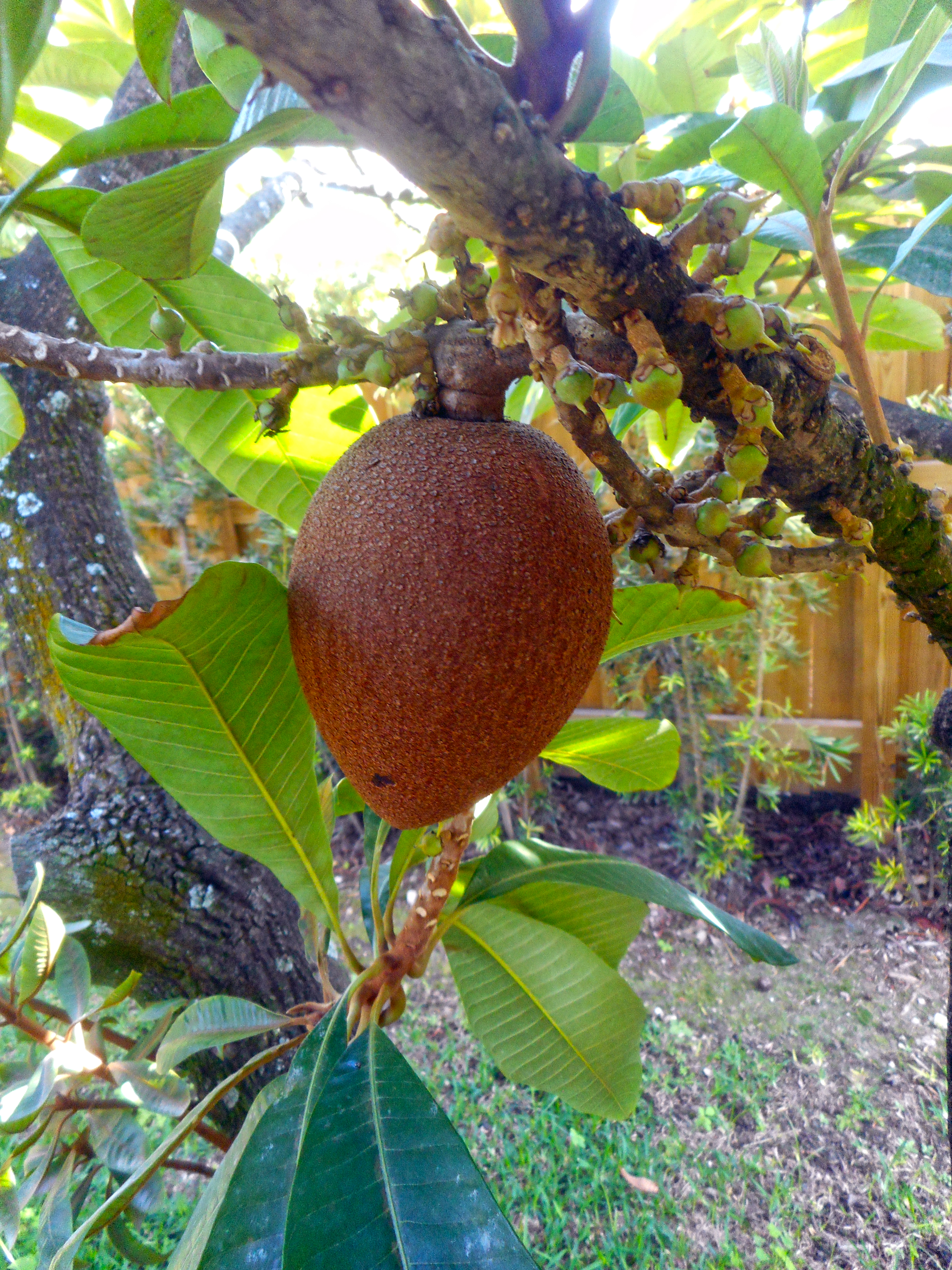
Um fruto no ramo
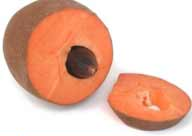
Polpa e caroço
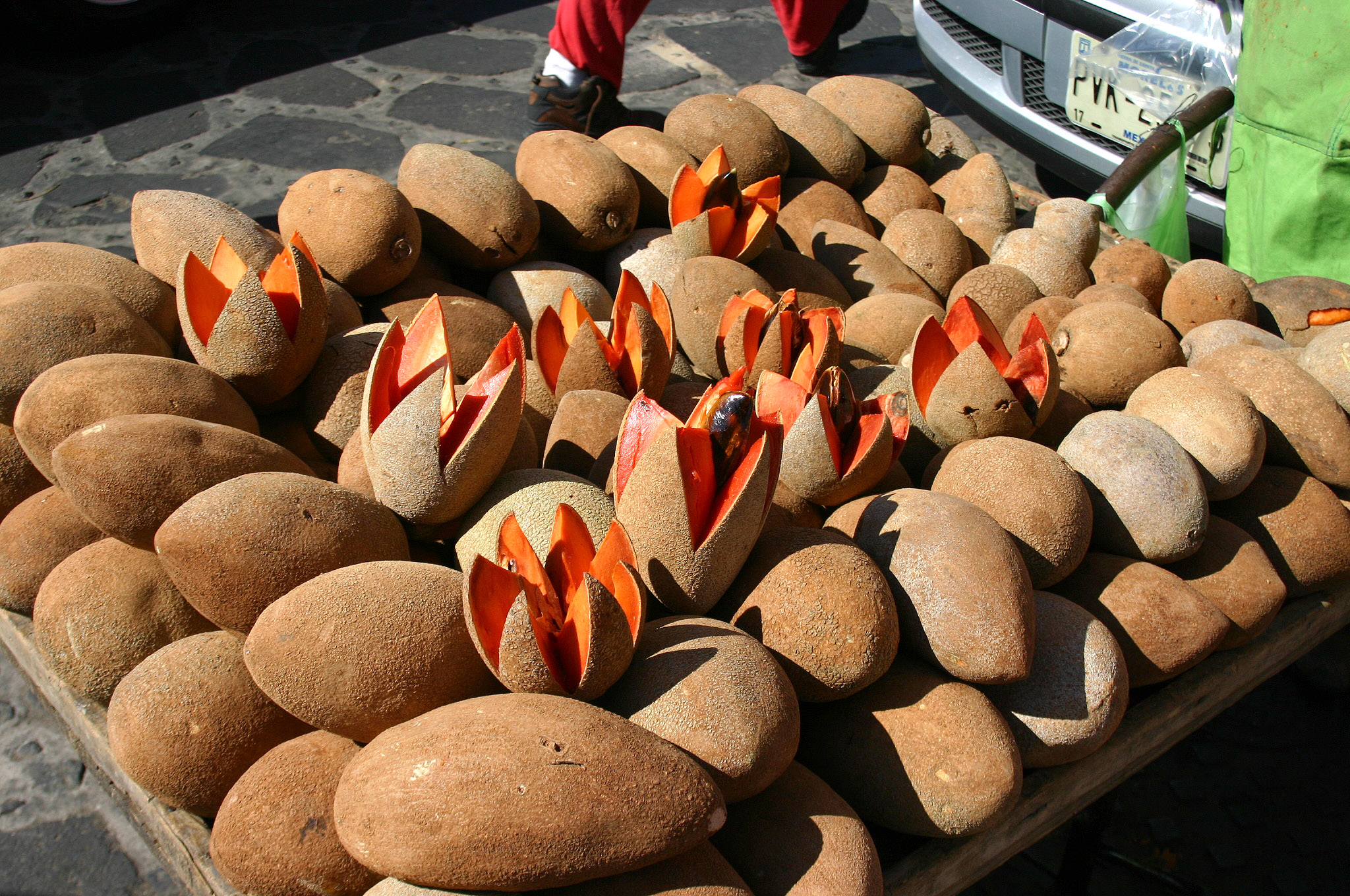
No mercado de Tepoztlan
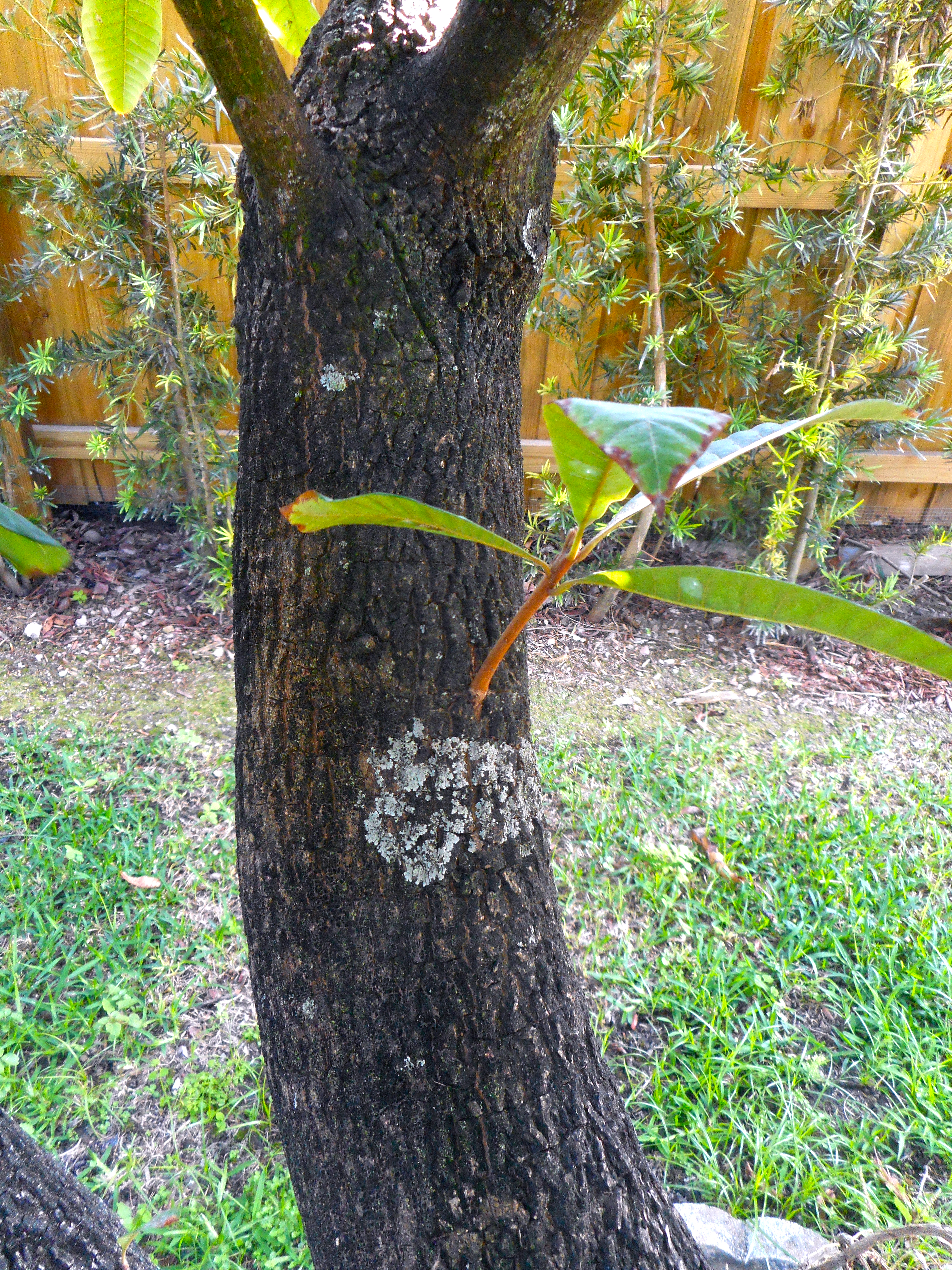
Tronco da árvore
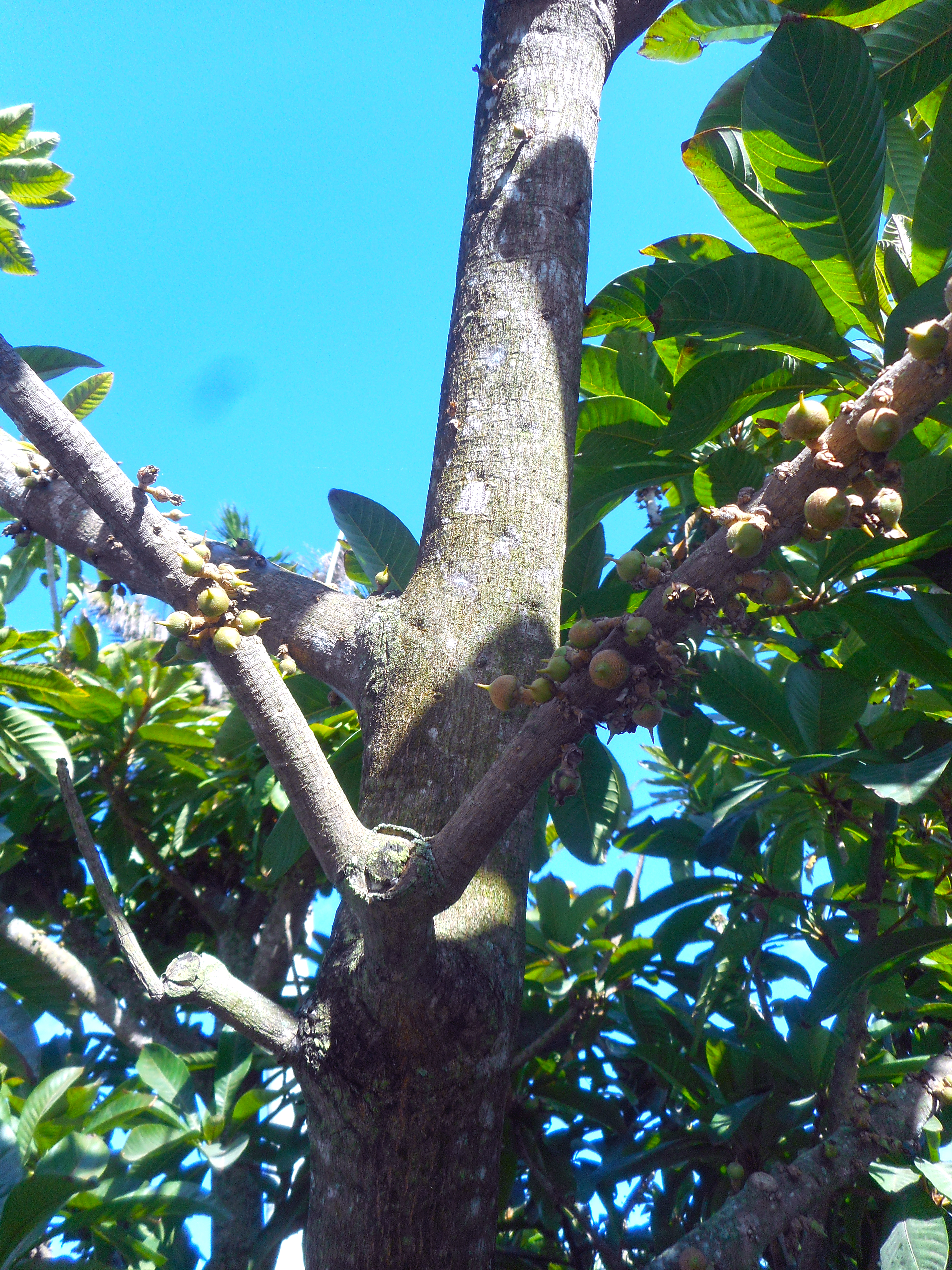
Ramo com frutos em crescimento

## Utilização
O fruto é consumido natural ou em batidos, smoothies, sorvete e barras de fruta. Pode ser usado na produção de marmelada e geleia. O óleo prensado da semente é também usado em cosméticos. 

## Nutrição
O fruto é uma excelente fonte de vitamina B6 e vitamina C, e uma boa fonte de riboflavina, niacina, vitamina E, manganês, potássio e fibra dietética. Trabalhos de pesquisa levaram à identificação de vários novos carotenóides a partir de frutos maduros.